# Shantae and the Seven Sirens
Shantae and the Seven Sirens, est un jeu vidéo de plates-formes développé et édité par WayForward Technologies sorti en décembre 2019 sur iOS et en mai 2020 sur Microsoft Windows, Playstation 4, Xbox One et Nintendo Switch. Il s'agit du cinquième titre de la série.

## Synopsis
Shantae et ses amis sont invités sur Paradise Island où se tient le Festival des demis-génies. Shantae y rencontre d'autres demi-génies, mais elles sont capturées par les mystérieuses Sept Sirènes (Seven Sirens). Shantae part à l'aventure afin de libérer les demi-génies.

## Système de jeu
Comme dans les autres opus, le joueur contrôle Shantae qui peut donner des coups de fouet avec ses cheveux et effectuer des danses pour se transformer en différents animaux et progresser dans le jeu. 
La grande nouveauté de cet opus est que Shantae peut utiliser des danses de fusion qui lui permettent de fusionner avec les autres demi-génies et obtenir de nouvelles capacités.